# Suzuki VZ 800 Marauder
Die Suzuki VZ 800 Marauder ist ein von Suzuki (Japan) von 1996 bis 2004 hergestelltes Motorrad. 

## Modellgeschichte
In Deutschland (Europa) wurde die Marauder bis 2003 angeboten, in den USA bis einschließlich MY 2004 (mit dem neuartigen Cockpit der größeren Marauder 1600). Es handelt sich dabei um einen Cruiser mit einem wassergekühlten V-förmig (45°) angeordneten Zweizylindermotor ohne Abgasreinigung mit vier Einlassventilen pro Zylinder, ausgestattet mit zwei 36-Millimeter-Mikuni-Vergasern. Die Bohrung und der Hub betragen 83 × 74 Millimeter und das Verdichtungsverhältnis 10:1. Die Leistung beträgt 50 PS/37 kW (ab 1999: 53 PS/39 kW), die via Kette an das Hinterrad übertragen werden.